# Holly Woodlawn
Pour les articles homonymes, voir Woodlawn.
Holly Woodlawn (née Haroldo Santiago Franceschi Rodríguez Danhakl le 26 octobre 1946 à Juana Díaz et morte d'un cancer le 6 décembre 2015 à Los Angeles) est une femme trans américaine, égérie d'Andy Warhol. 

## Biographie

### Enfance
Holly Woodlawn est née d'un père germano-américain et d'une mère porto-ricaine, Aminta Rodriguez. Elle a grandi à Miami Beach en Floride, et adopté jeune le nom de Holly, d'après l'héroïne de Diamants sur canapé auquel elle adjoignit plus tard "Woodlawn", nom aperçu sur une pancarte dans un épisode de la sitcom I Love Lucy.
En 1962, à l'âge de quinze ans, elle quitte le domicile familial et, en faisant de l'auto-stop, elle rejoint New York, où elle survit dans la rue. 
Cet épisode a notamment inspiré l’auteur-compositeur et chanteur Lou Reed qui lui consacre le premier couplet de sa chanson Walk on the Wild Side : « Holly came from Miami FLA, / hitch-hiked her way across the USA, / plucked her eyebrows on the way, / shaved her legs, and then he was a she... » (Holly vint de Miami en Floride / traversant les USA en auto-stop / s'épilant les sourcils en chemin / se rasant les jambes, et alors il devint elle...).

### Carrière d'actrice
Holly Woodlawn fait en 1968 la connaissance d'Andy Warhol a une projection de son film Flesh. Grâce à lui, elle fait la connaissance de Jackie Curtis, qui lui donne un rôle dans une de ses pièces. Elle joue par la suite pour Paul Morrissey et Andy Warhol, au théâtre et au cinéma.

### Mort
Holly Woodlawn est diagnostiquée d'un cancer du foie et du cerveau en 2015, et meurt à Los Angeles en décembre de la même année.

## Filmographie
- 1970 : Trash de Paul Morrissey (Holly)
- 1971 :  Bad Marien's Last Year
- 1971 : Women in Revolt : (Holly)
- 1972 : Scarecrow in a Garden of Cucumbers
- 1973 : Broken Goddess
- 1978 : Take Off
- 1993 : Night Owl
- 1995 : The Matinee Idol
- 1995 : Scathed
- 1996 : Phantom Pain
- 1996 : Bubblegum
- 1998 : Billy's Hollywood Screen Kiss : Holly
- 1998 :  Beverly Hills Hustlers (vidéo)
- 1999 : Les Frères Falls (Twin Falls Idaho)
- 2003 : Milwaukee, Minnesota
- 2007 : Alibi
- 2009 : Heaven Wants Out
- 2011 : The Ghosts of Los Angeles
- 2011 : The Lie
- 2012 : Dust
- 2012 : She Gone Rogue
- 2012 : East of the Tar Pits
- 2014 : Transparent (série télé) : Vivian